# Zwanenberg (bedrijf)

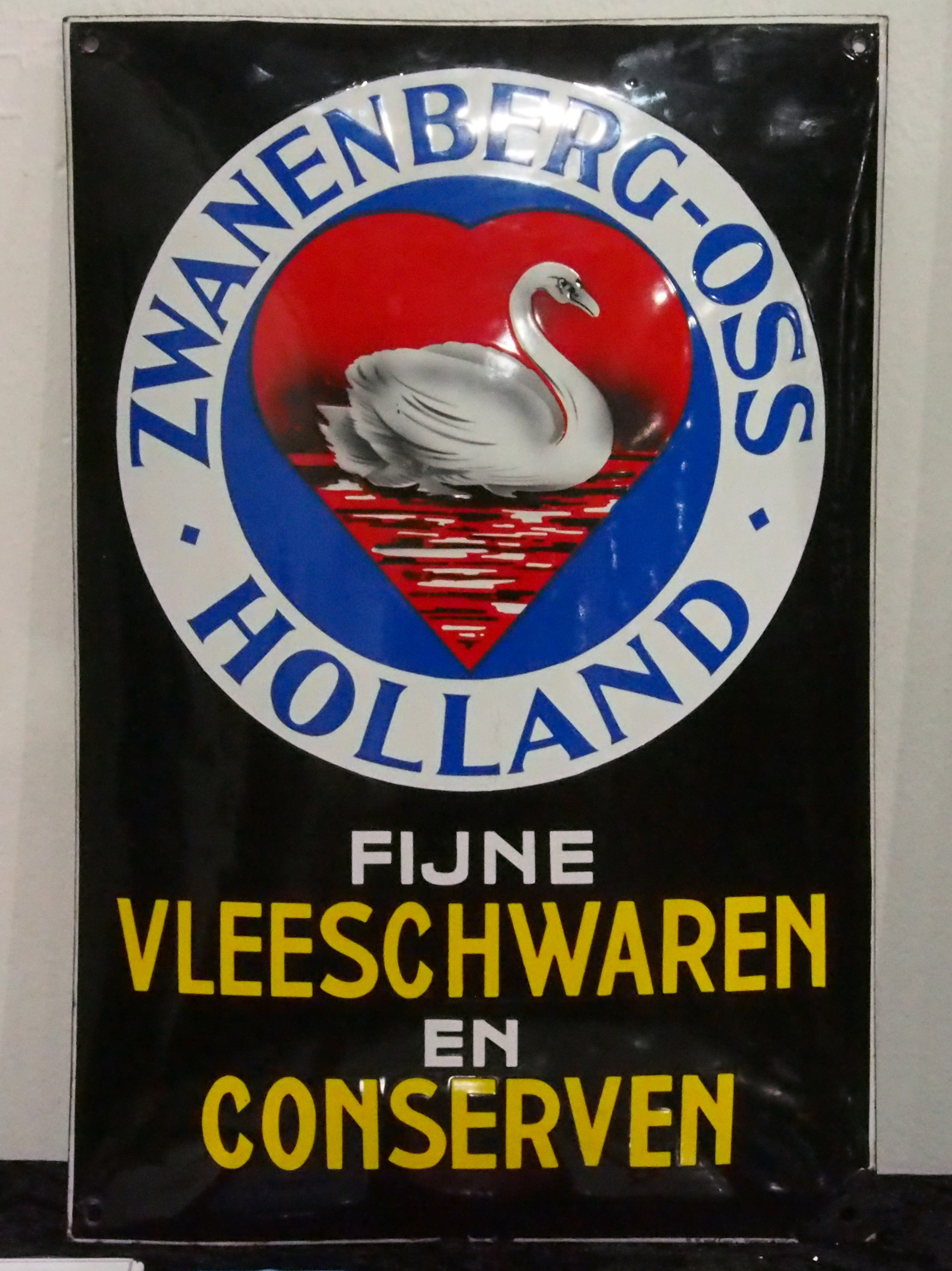
Emaillebord Zwanenberg-Oss Holland

Zwanenberg was een slachterij en vleesverwerkend bedrijf te Oss, dat gesticht is door de familie Van Zwanenberg, onder de merknaam Zwan produceerde, en dat bovendien het Organonconcern heeft voortgebracht.

## Geschiedenis
De geschiedenis van het bedrijf voert terug tot 1875, toen een plaatselijke varkenshandelaar uit Heesch, geleid door Arnold en Nathan van Zwanenberg, zich op de export van levende varkens naar Engeland ging toeleggen. Vanaf 1883 werd ook geslacht vee geëxporteerd.
In 1886 verhuisde het bedrijf naar Oss, waar zich een aansluiting op het spoorwegnet bevond. Hier vestigde de firma Zwanenberg Slachterijen en Fabrieken zich aan dezelfde straat als de concurrerende fabriek van Hartog Hartog. Spoedig werd dit een stoomvarkensslachterij. Zo werd in 1889 de baconproductie ter hand genomen en ook werd een koelmachine aangeschaft. Het slachten, wat eertijds slechts in de winter plaatsvond, ging nu het gehele jaar door.
De Firma Zwanenberg legde zich toe op de verwerking van bijproducten. In 1902 kwam er een bloeddrogerij, in 1903 een darmenzouterij, en in 1904 een vetsmelterij. Ook kwam er een fabriek voor de verwerking van varkenshaar tot borstels. In 1905 kwam er bovendien een vestiging in Winterswijk.
In 1906 kwam Saal van Zwanenberg in het bedrijf werken, en in 1920 werd hij algemeen-directeur.
Het geheel werd uitgebreid met een margarinefabriek, een raffinaderij voor dierlijke oliën en vetten, en daarnaast ook fabrieken voor ijs, zeep, en conserven. De fabrieken voor margarine, olie, vet en zeep werden reeds in 1929 overgenomen door Unilever.
De wens om bijproducten nuttig te gebruiken leidde tot wetenschappelijk onderzoek naar de insulineproductie uit alvleesklieren, waaruit in 1923 het dochterbedrijf Organon voorkwam.
Na moeilijke jaren tijdens de Tweede Wereldoorlog bloeide het bedrijf weer op en het verkreeg in 1953 het predicaat Koninklijk en ging Koninklijke Zwanenberg Organon (KZO1) heten. Dit bedrijf fuseerde in 1967 met Koninklijke Zout Ketjen tot Koninklijke Zout Organon (KZO2), dat op haar beurt in 1969 met de Algemene Kunstzijde Unie tot het AKZO-concern samensmolt. Dit concern wilde aanvankelijk zijn farmaceutische activiteiten versterken, waarbinnen Organon goed paste, maar de vleesactiviteiten werden afgestoten en kwamen in 1970 in het bezit van het Unilever-concern.
Laatstgenoemde stootte in 1996 haar Zwanenberg-activiteiten af, en de fabriek en het merk werden verkocht aan het Almelose familiebedrijf van Van der Laan, dat zich daarna zou gaan profileren als Zwanenberg Food Group. Dit bedrijf nam nog vele andere vleeswarenbedrijven over, maar in 2006, een eeuw na het aantreden van Saal van Zwanenberg, werd besloten om de fabriek in Oss te sluiten, waarbij 110 arbeidsplaatsen verloren zouden gaan.